# Carlos Gálvez Betancourt
Carlos Gálvez Betancourt (Jiquilpan, 14 de febrero de 1921 - Ciudad de México, 28 de febrero de 1990) fue un abogado y político mexicano, miembro del Partido Revolucionario Institucional. Fue gobernador de Michoacán de 1968 a 1970, en la administración pública de México, ocupó los cargos de director general del Instituto Mexicano del Seguro Social y secretario del Trabajo y Previsión Social. 
Durante el sexenio del presidente Luis Echeverría Álvarez fue un serio aspirante a la candidatura presidencial. En el servicio público, también se desempeñó como funcionario de la Casa de Moneda de México, de las secretarías de Hacienda y Crédito Público, de Educación Pública y en la de Gobernación como director general de Asuntos Jurídicos y como oficial mayor. En su gestión siempre pugnó por mantener armonía y equilibrio entre los factores de la producción y la clase política para servir a la sociedad, su frase más célebre: Si enfocamos la vida humana desde un nivel superior, resulta más importante el vivir luchando que el haber triunfado.